# 2-я Хуторская улица
Втора́я Хуторска́я у́лица — улица на севере Москвы в Савёловском районе между Вятской улицей и Петровско-Разумовским проездом.

## Происхождение названия
Ранее Царская улица, называвшаяся так вместе с Царским проездом (сейчас 1-я Хуторская улица) и Царскими переулками, предположительно, по их близости к особой железнодорожной ветке, по которой вагоны, обслуживавшие царскую семью, перегонялись с Николаевской (ныне Октябрьской) железной дороги на пути Виндавского (ныне Рижского) и Смоленского (ныне Брестского) направлений Московской железной дороги. Вместе с тем на карте Москвы во «Всеобщем путеводителе по Москве и окрестностям» (1911) носит название Петровско-Разумовское шоссе. Переименована в 1922 году по расположению улицы близ бывшего Бутырского хутора Общества сельского хозяйства.
На протяжении нескольких десятилетий, начиная с 1990-х годов протоиерей РПЦ, церковный и общественный деятель Димитрий Смирнов, умерший в 2020 году, неоднократно обращался к властям города с предложением вернуть улице старое название. В качестве альтернативы он также предлагал название «Митрофальевская улица» (как она называлась некоторое время ранее), в связи с тем, что на ней расположен единственный в Москве Митрофаниевский храм

## Описание
2-я Хуторская улица начинается от Вятской улицы недалеко от Бутырской улицы, станции метро «Дмитровская» и одноимённой железнодорожной платформы, проходит на запад параллельно железнодорожной линии Рижского направления (перегон «Дмитровская» — «Гражданская»). Слева к улице последовательно примыкают 1-й, 2-й, 3-й и 4-й Хуторские переулки, затем улица пересекает Башиловскую улицу и выходит на Петрово-Разумовский проезд, где заканчивается.

## Транспорт
По 2-й Хуторской улице проходят маршруты автобусов (данные на 09 января 2024 года):
- 22: Улица 8-го Марта — Платформа Гражданская —  Савёловский вокзал —  Динамо — НАМИ
- 82: 7-й автобусный парк — Платформа Окружная —  Петровско-Разумовская —  Савёловский вокзал —  Белорусский вокзал
- 319:  Динамо —  Тимирязевская
- 727: Улица 8 Марта — Платформа Гражданская —  Дмитровская — Улица Всеволода Вишневского

## Примечательные здания
По нечётной стороне:
- № 31 — Московское учебно-производственное предприятие № 6 Всероссийского общества слепых;

По чётной стороне:
- № 34 — Завод электроизделий (ЗЭИ);
- № 38А — Культурный центр «Вьюговей»; журнал «Управление финансовыми рисками»; Научно-производственное предприятие Аэрогеофизика; Содружество скульпторов России по песчаным, снежным и ледовым композициям; Гипростроммаш; Издательство «Международный центр финансово-экономического развития» (МЦФЭР); журналы: «Новая аптека», «Здравоохранение», «Справочник фельдшера и акушерки», «Главная медицинская сестра», «Здоровье школьника», «Справочник классного руководителя», «Справочник руководителя сельской школы», «Справочник руководителя образовательного учреждения», «Экономика и управление», «Экономика железных дорог», «Справочник кадровика», «Нормативные акты для кадровика», «Справочник специалиста по управлению персоналом», «Справочник специалиста по охране труда», «Практика муниципального управления», «Справочник руководителя малого предприятия», «Справочник руководителя учреждения культуры», «Справочник секретаря и офис-менеджера», «Финансовый справочник бюджетных организаций», «Журнал руководителя и главного бухгалтера», «Управление многоквартирным домом», «Приход. Православный экономический вестник», «Природные ресурсы»; Городской учебный центр переподготовки и повышения квалификации специалистов гостинично-туристского комплекса;
- № 38А, строение 15 — Издательский дом Гребенникова;
- № 40 — Храм Митрофана Воронежского на Хуторской (1895, архитектор Г. А. Кайзер)

## Пожар 2010 года
- 20 марта 2010 года в 5-этажном бизнес-центре (дом 38A, строение 26) возник пожар, которому была присвоена 3-я категория по пятибалльной шкале. В тушении пожара участвовали 383 человека и 105 единиц техники, в том числе от МЧС России — 276 человек и 69 единиц техники. При тушении погиб начальник службы пожаротушения Москвы полковник внутренней службы Евгений Николаевич Чернышёв.[2]

## Фотогалерея

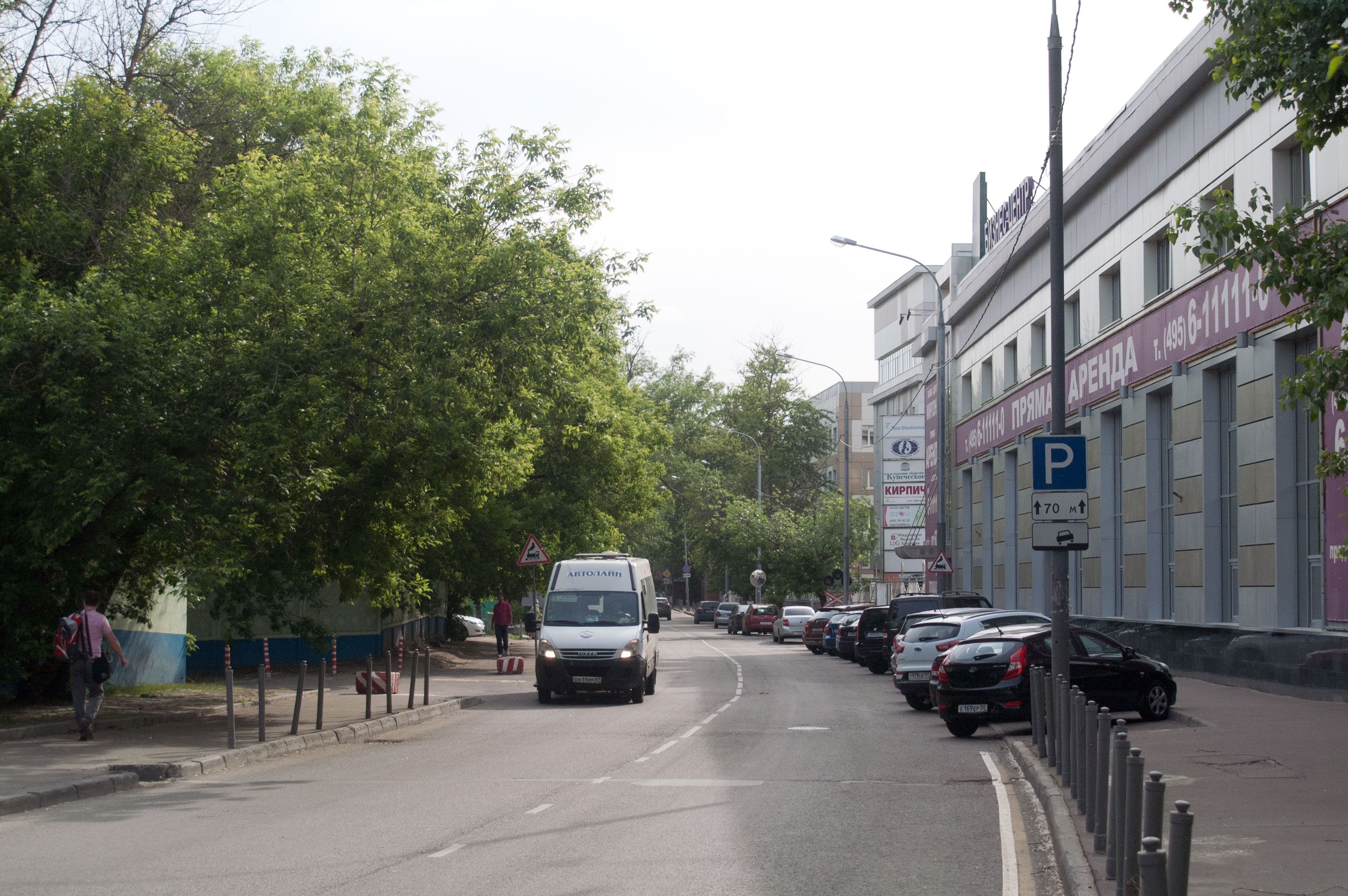
Вид Второй Хуторской улицы
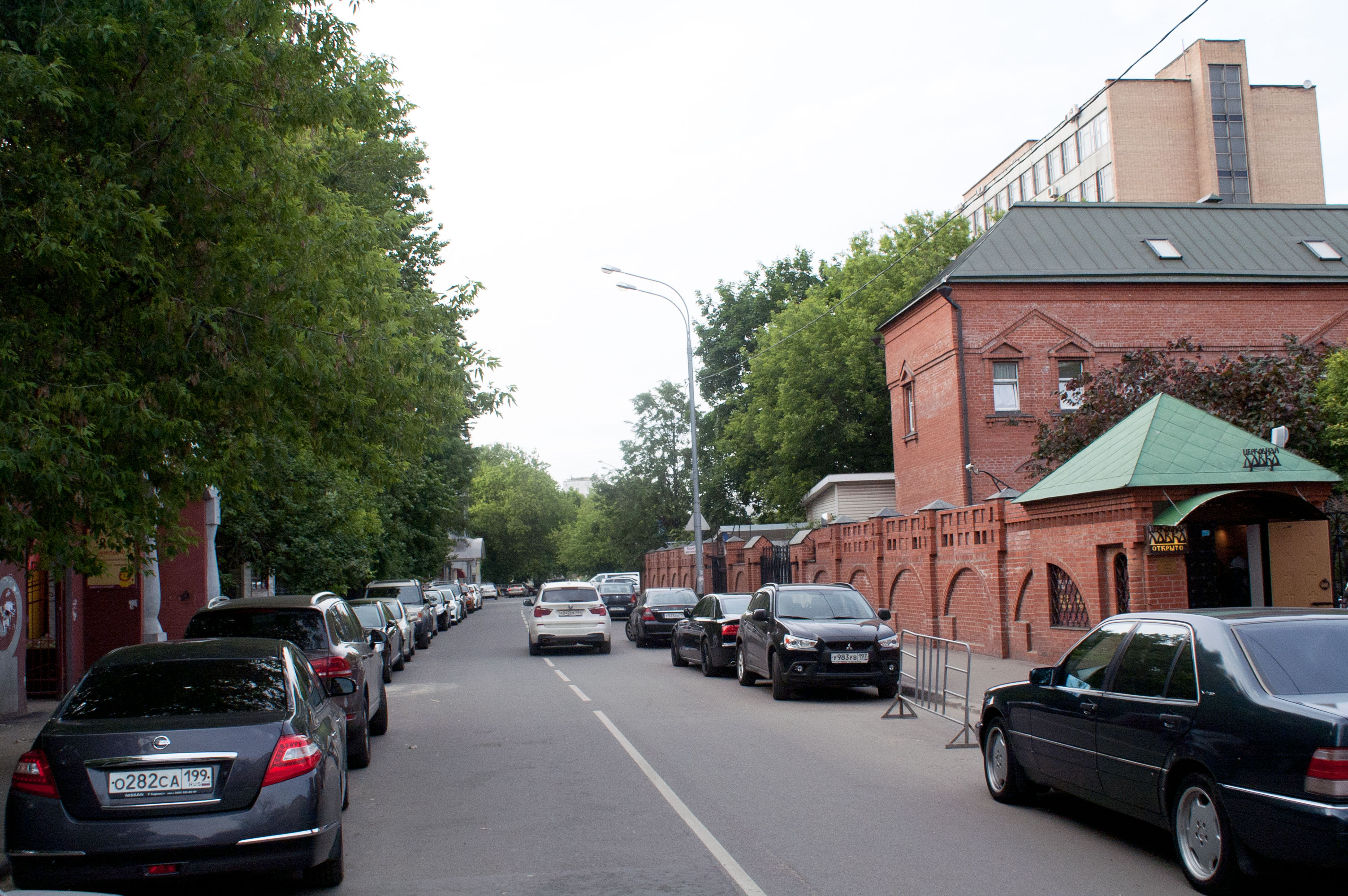
Вид Второй Хуторской улицы
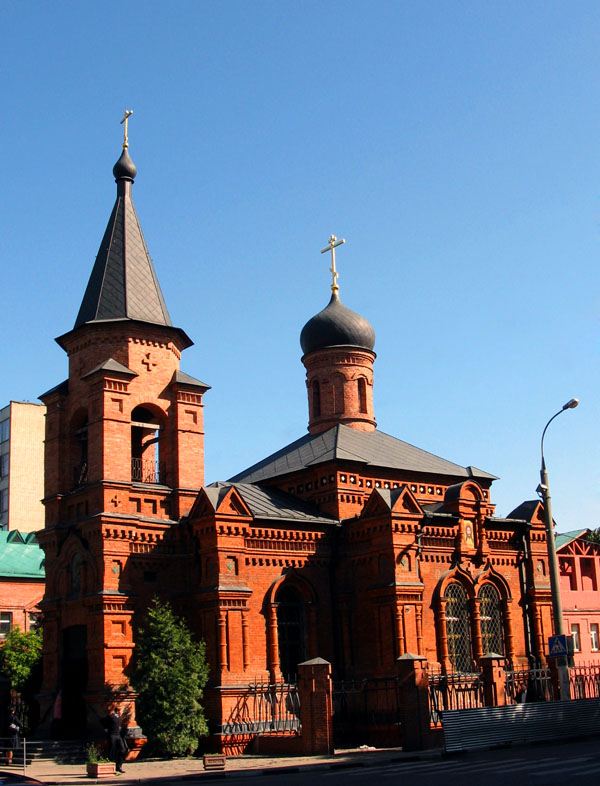
Дом №40. Храм святителя Митрофана Воронежского